# یخک (تربت جام)
یخک (تربت جام)، روستایی از توابع بخش مرکزی شهرستان تربت جام در استان خراسان رضوی ایران است.

## جمعیت
این روستا در دهستان جامرود قرار دارد و براساس سرشماری مرکز آمار ایران در سال ۱۳۸۵، جمعیت آن ۲۸۴ نفر (۶۳خانوار) بوده‌است.بزرگترین طایفه این روستا غلامی ها هستن.تیم فوتبال استقللال یخک به کاپیتانی بهرام غلامی از تیم های قوی منطقه میباشد